# 天主教達卡總教區

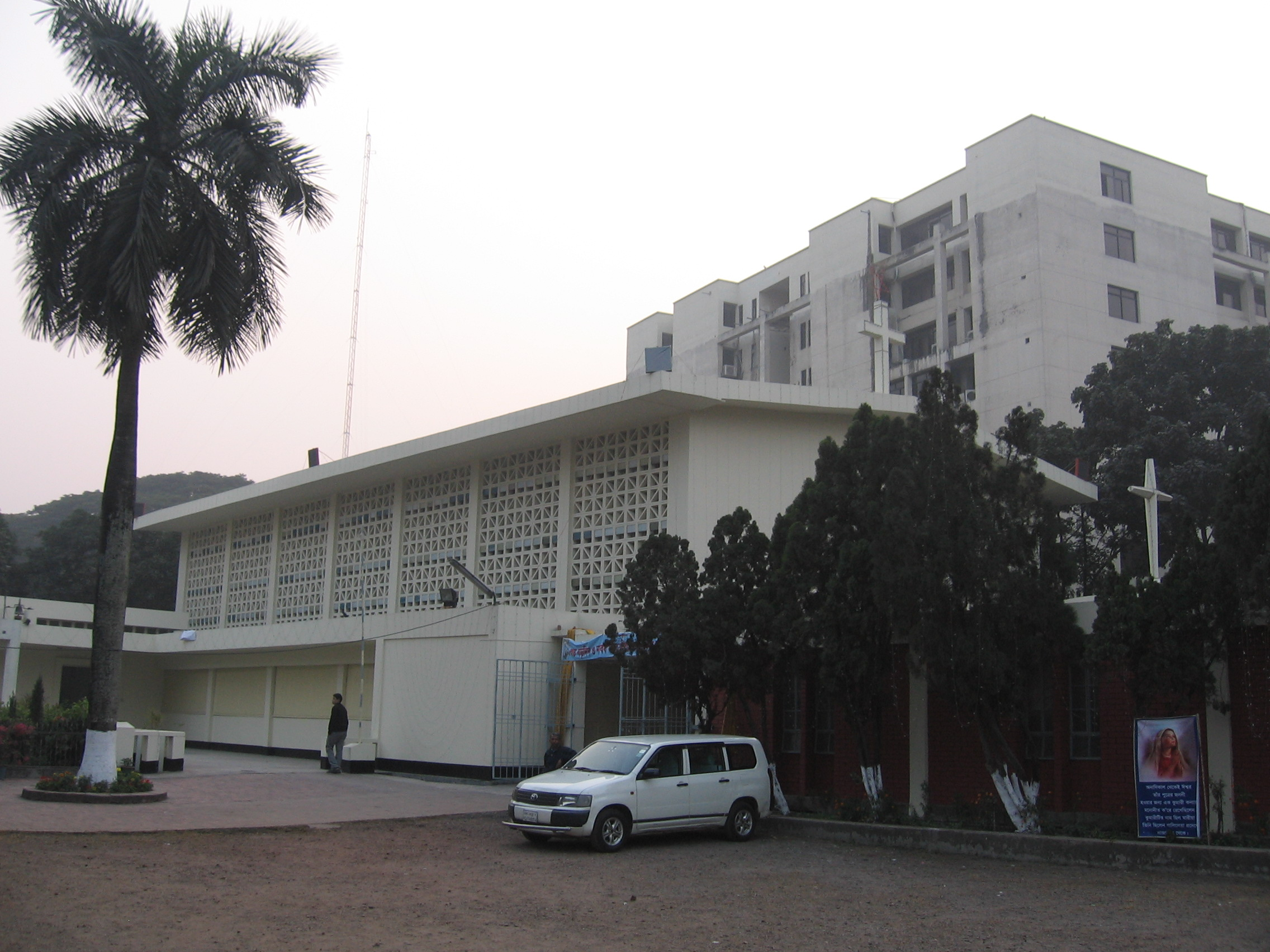

天主教達卡總教區（拉丁語：Archidioecesis Dhakensis）是孟加拉國的一個羅馬天主教教區總教區。下轄四個教區。

## 現況
總教區座堂為聖瑪利亞主教座堂，現任總主教為博德·羅薩里奧。2011年有62,080教友，估轄區總人口0.3%，有106名司鐸服務15個堂區、140名修士、530名修女。

## 历史
1850年建立宗座代牧區，稱東孟加拉宗座代牧區，1886年9月1日昇為教區。1887年易名為達卡教區。1950年7月15日昇為總教區。

## 下辖教区
- 天主教迪納傑布爾教區
- 天主教邁門辛教區
- 天主教拉傑沙希教區
- 天主教錫爾赫特教區

## 教堂
- 聖瑪利亞主教座堂